# WWFインターナショナル・タッグ王座
WWFインターナショナル・タッグ王座（WWF International Tag Team Championship）は、WWFが管理、認定していた王座。

## 歴史
1969年、WWWF（後のWWF、現在のWWE）がWWWFインターナショナル・タッグ王座を創設。本拠地であるアメリカ北東部のニューヨーク州ニューヨークやペンシルベニア州ピッツバーグを中心に防衛戦が行われた。
1971年、WWWF世界タッグ王座が創設されるまで、WWWFにおける最高位のタッグ王座だった。
1972年、NWFのピッツバーグ地区買収により、空位となって事実上封印状態となる。
1985年、WWF（1979年3月29日に団体名を改称）が業務提携を結んでいた新日本プロレスでWWFインターナショナル・タッグ王座として復活。5月24日、ワールド記念ホール大会で藤波辰巳&木村健吾とディック・マードック&アドリアン・アドニスにより第8代王座決定戦が行われ、藤波組がリングアウト勝ちで第8代王者になった。以後、マードック&アドニス、キングコング・バンディ&バッドニュース・アレン、ハクソー・ヒギンズ&ケリー・ブラウン、ケビン・フォン・エリック&ケリー・フォン・エリックとの防衛戦が行われた。10月31日、WWFと新日本プロレスの提携解消により封印（同様にWWFインターナショナル・ヘビー級王座とWWFジュニアヘビー級王座も封印された）。
1991年、SWSがWWFと業務提携を結んだ際、封印されたこれらの王座を復活させようとしたが立ち消えとなった（その後、SWSはSWSタッグ王座とSWSジュニアヘビー級王座を独自に創設している）。

## 歴代王者
| 歴代                                                            | タッグチーム                                             | 戴冠回数 | 防衛回数 | 獲得日付       | 獲得場所                       |
| --------------------------------------------------------------- | -------------------------------------------------------- | -------- | -------- | -------------- | ------------------------------ |
| 初代                                                            | ライジング・サンズ （プロフェッサー・タナカ & ミツ荒川） | 1        | 不明     | 1969年6月      | 日本                           |
| 第2代                                                           | ビクター・リベラ & トニー・マリノ                        | 1        | 不明     | 1969年12月9日  | マディソン・スクエア・ガーデン |
| 非公認                                                          | ブルーノ・サンマルチノ & バットマン                      | 1        | 不明     | 1969年12月13日 | ペンシルベニア州ピッツバーグ   |
| 第3代                                                           | ザ・モンゴルズ （ジート・モンゴル & ベポ・モンゴル）     | 1        | 不明     | 1970年6月15日  | マディソン・スクエア・ガーデン |
| 第4代                                                           | ブルーノ・サンマルチノ & ドミニク・デヌーチ              | 1        | 不明     | 1971年6月18日  | ペンシルベニア州ピッツバーグ   |
| 第5代                                                           | ザ・モンゴルズ （ジート・モンゴル & ベポ・モンゴル）     | 2        | 不明     | 1971年7月02日  | ペンシルベニア州ピッツバーグ   |
| 第6代                                                           | ターザン・タイラー & ルーク・グラハム                    | 1        | 不明     | 1971年11月12日 | ペンシルベニア州ピッツバーグ   |
| 第7代                                                           | ジート・モンゴル & ジョニー・デ＝ファジオ                | 1        | 不明     | 1971年12月18日 | ペンシルベニア州ピッツバーグ   |
| 1972年にNWFのピッツバーグ地区を買収のため封印                   |                                                          |          |          |                |                                |
| 第8代                                                           | 藤波辰巳 & 木村健吾                                      | 1        | 4        | 1985年5月24日  | ワールド記念ホール             |
| 1985年10月31日にWWFが新日本プロレスとの業務提携を解消のため封印 |                                                          |          |          |                |                                |